# زیبایی مرگبار (فیلم)
زیبایی مرگبار (انگلیسی: Fatal Beauty) فیلمی در ژانر اکشن و مهیج به کارگردانی تام هلند است که در سال ۱۹۸۷ منتشر شد.

## داستان
ریتا ریزولی (ووپی گلدبرگ) مأمور پلیس مواد مخدر است که پوشش‌های مختلف و مخفی بسیاری دارد. زمانی که یک محموله دارویی به سرقت می‌رود، دزدها خبر ندارد این یک داروی خطرناک با ظاهر فریبنده است.

## بازیگران
- ووپی گلدبرگ
- سام الیوت
- روبن بلیدز
- براد دوریف
- چارلز هالاهان
- جیمز لوگرو
- مارک پلگرینو